# 夕張インターチェンジ
夕張インターチェンジ（ゆうばりインターチェンジ）は、北海道夕張市紅葉山にある道東自動車道のインターチェンジ。

## 歴史
- 1999年（平成11年）10月7日：千歳恵庭JCT - 夕張IC間が開通[1]。
- 2011年（平成23年）10月29日：夕張IC - 占冠IC間が開通し、道央圏と道東圏が高速道路で接続された。同日、夕張IC - 追分町IC間に由仁PAが供用開始[2]。

## 周辺
夕張市中心部はICから約18km北に位置している。
- 夕張バス（夕張鉄道）夕張インター入口停留所
- 新夕張駅（JR北海道・石勝線）
- 道の駅夕張メロード

## 接続する道路
- 直接接続
  - 国道274号

- 間接接続
  - 国道452号

## 隣
E38 道東自動車道
(2) 追分町IC - 由仁PA - (3) 夕張IC - (4) むかわ穂別IC